# Xili Shuiku
Xili Shuiku (kinesiska: 西沥水库) är en reservoar i Kina. Den ligger i provinsen Guangdong, i den södra delen av landet, omkring 91 kilometer sydost om provinshuvudstaden Guangzhou. Xili Shuiku ligger 22 meter över havet. Arean är 1,8 kvadratkilometer. Runt Xili Shuiku är det i huvudsak tätbebyggt. Den sträcker sig 1,9 kilometer i nord-sydlig riktning, och 2,5 kilometer i öst-västlig riktning.
Genomsnittlig årsnederbörd är 2 102 millimeter. Den regnigaste månaden är maj, med i genomsnitt 423 mm nederbörd, och den torraste är januari, med 26 mm nederbörd.